# Bitch (canción de The Rolling Stones)
«Bitch» —en español: «Puta»— es una canción de la banda inglesa de rock The Rolling Stones, publicada en su álbum Sticky Fingers de 1971, lanzada por primera vez una semana antes del álbum como lado B de «Brown Sugar». Escrita por Mick Jagger y Keith Richards, fue grabada durante octubre de 1970 en los estudios Olympic de Londres, y en Stargroves utilizando el estudio móvil de la banda. A pesar de no ser lanzada como sencillo por sí misma, la canción ha conseguido gran difusión en las estaciones de radio de rock clásico.

## Historia
«Bitch» es la segunda encarnación del clásico outtake «Highway Child», como se muestra en la versión anterior alternativa lanzada en 2015 en el disco de bonificación de la reedición Sticky Fingers. Mientras que «Highway Child» podría provenir de un ensayo de Redlands en la primavera de 1968 (o en Londres en 1970), «Bitch» fue concebida durante las sesiones de Sticky Fingers en octubre de 1970. Richards llegó tarde ese día, transformando una improvisación en uno de sus Riffs marca registrada.
La canción ha sido incluida en varios discos recopilatorios de la banda: Made in the Shade (1975), Time Waits for No One: Anthology 1971–1977 (1979), Jump Back: The Best of The Rolling Stones (1993), Singles 1971–2006 (2011) y GRRR! (2012)
La canción fue presentada en la transmisión inicial del episodio Bad Risk de WKRP in Cincinnati, aunque fue sustituida cuando la serie se redifundió a partir de 1990. Ha sido versionada por Herbie Mann, versión instrumental para su LP London Underground; por The Goo Goo Dolls, Exodus y Dave Matthews Band.
Fue la sintonía original del programa radiofónico de 1973 Para vosotros jóvenes de Carlos Tena.

## Personal
Acreditados:
- Mick Jagger: voz.
- Keith Richards: guitarra eléctrica, coros.
- Mick Taylor: guitarra eléctrica.
- Bill Wyman: bajo.
- Charlie Watts: batería.
- Bobby Keys: saxofón.
- Jim Price: trompeta.
- Jimmy Miller: percusión.